# 様式史研究
様式史研究（ようしきしけんきゅう、独:Formgeschichte, 英:form crticism）は、文学様式による聖書本文の分類による聖書批評学の方法である。
マルティン・ディベリウスによって書かれた「福音書の様式史研究」から、様式史批評という言葉が生まれた。また、カール・L・シュミットによって書かれた「史的イエスの枠組み」という書物によって、マルコの福音書の歴史的枠組みを自由主義的に解釈する流れができた。
さらに、ルドルフ・ブルトマンが1921年に「共観福音書の伝承史の研究」を著して、ディベリウスらの新約研究を発展させた。
様式史研究は口伝の形成過程において、それに強い影響を与えたものを仮定する。聖書本文は読者の記憶を助けるために各物語は同じ様式をもっているとする。様式史研究は、様式が初期のものと、後期のものに区別して、口伝が語り伝えられる中で様々なものが付加されていったとしている。